# Mecyna marcidalis
Mecyna marcidalis là một loài bướm đêm trong họ Crambidae.